# Alexander Garrijewitsch Gordon
Alexander Garrijewitsch Gordon (russisch Александр Гарриевич Гордон; * 20. Februar 1964 in Obninsk, Russische SFSR, Sowjetunion) ist ein russischer TV-Moderator, Journalist, Filmregisseur und Schauspieler. Er besitzt auch die US-amerikanische Staatsbürgerschaft.

## Werdegang
Gordon schloss 1987 sein Schauspielstudium an der Schtschukin-Theaterhochschule in Moskau ab. Anschließend arbeitete er ein Jahr lang im Ruben-Simonow-Theaterstudio, gab auch Schauspielunterricht für Kinder. 1989 wanderte er mit seiner damaligen Frau und der gemeinsamen Tochter in die USA aus, wo er mehrmals seine Jobs wechselte, bis er ab 1990 Moderator von „Russian Television Network of America“ wurde und von 1994 bis 1997 die Sendung „New York-New York“ moderierte, die auf dem russischen Sender TV-6 ausgestrahlt wurde. 1997 kehrte Gordon in die noch junge Russische Föderation zurück.
Im Laufe der Jahre erfand und moderierte Alexander Gordon eine Vielzahl an Talkshows; nennenswert sind da u. a. „Gordon“ (2001–2004, Talk mit Wissenschaftlern verschiedener Fachgebiete), „Sakrytyi pokas“ (2007–2013 und 2021, Diskussionen über neueste Spielfilme), „Gordon Quijote“ (2008–2010, Talkrunde mit umstrittenen Prominenten), seit 2014 „Muschskoje/Schenskoje“ (mit Co-Moderatorin Julia Baranowskaja; Talkshow über meist schwere Schicksalsschläge).
Als Regisseur und Schauspieler hat Alexander Gordon in mehreren russischen Filmen mitgewirkt; so spielte er in Wiktor Ginzburgs Science-Fiction-Komödie „Generation P“ von 2011 und führte Regie u. a. in dem Film „Brothel Lights / ogni pritona“. Sein Debüt als Regisseur gab er 2002 mit der Verfilmung eines Romans seines leiblichen Vaters Garri Gordon – „Pastuch swoich korow“ (dt. Der Kuhhirte).
Zudem hat Gordon im Jahr 2009 für die rechtspopulistische Partei LDPR unter dem Vorsitz von Skandalpolitiker Wladimir Schirinowski († 2022) den Dokumentarfilm „20 let lizom k Rossii“ (zu deutsch etwa: 20 Jahre lang Russland zugewandt) gedreht.

## Privates
Alexander Gordons Vater Garri entstammte einer ukrainisch-jüdischen Familie und war ein seinerzeit bekannter Schriftsteller und Dichter in der Sowjetunion; Gordons russische Mutter Antonina war Medizinerin. Gordon wuchs mit seiner Mutter und seinem Stiefvater auf; den leiblichen Vater lernte er erst als Jugendlicher kennen.
Gordon war fünfmal verheiratet und hat insgesamt vier Kinder. Seine jetzige Frau ist die in Moskau geborene Harfenistin mit georgischen Wurzeln Sofia Kalandadse.

## Trivia
In mehreren Interviews berichtete Gordon, dass ihm während seiner Jugend in der psychiatrischen Klinik Kaschtschenko in Moskau die heute veraltete Diagnose „Psychopathie mit Hang zur Streitsucht“ (russ. психопатия со склонностью к сутяжничеству) gestellt wurde. Würde man die Symptome dieser in der Sowjetunion gestellten Diagnose auf heutige psychische Erkrankungen übertragen, würden sie am ehesten zu Zügen der narzisstischen und dissozialen PS passen.